# مسیحیت گوت‌ها
مسیحیت گوت‌ها به دین مسیحی گوت‌ها و گاهی ژپید‌ها، وندال‌ها و بورگوندی‌ها گفته می‌شود که ممکن است از ترجمه و برداشت خودشان از کتاب مقدس به زبان گوتی استفاده کرده و آموزه‌ها و اعمال مشترک با سایر مسیحیان داشته باشند.
قبایل گوت حدوداً بین سالهای ۳۷۶ تا ۳۹۰ میلادی، در زمان سقوط امپراتوری روم غربی، به مسیحیت گرویدند. مسیحیت گوت‌هااولین نمونه مسیحیت یک قوم ژرمنی است که بیش از یک قرن پیش از غسل تعمید کلوویس یکم پادشاه فرانک صورت گرفت.
مسیحیان گوت‌هاپیرو آریانیسم بودند. بسیاری از اعضای کلیسا، از پیروان ساده، کشیشان و راهبان گرفته تا اسقف‌ها، امپراتورها و اعضای خانواده امپراتوری روم، مانند دو امپراتور روم، کنستانتیوس دوم و والنس، از این آموزه‌ها پیروی کردند.
ویزیگوت‌ها پس از غارت رم، اسپانیا و جنوب فرانسه را اشغال کردند. پس از عبور از فرانسه گوت‌های اسپانیایی، رسماً در شورای سوم تولدو در سال ۵۸۹ اعتقادنامه نیقیه را پذیرفتند.

## ریشه‌ها

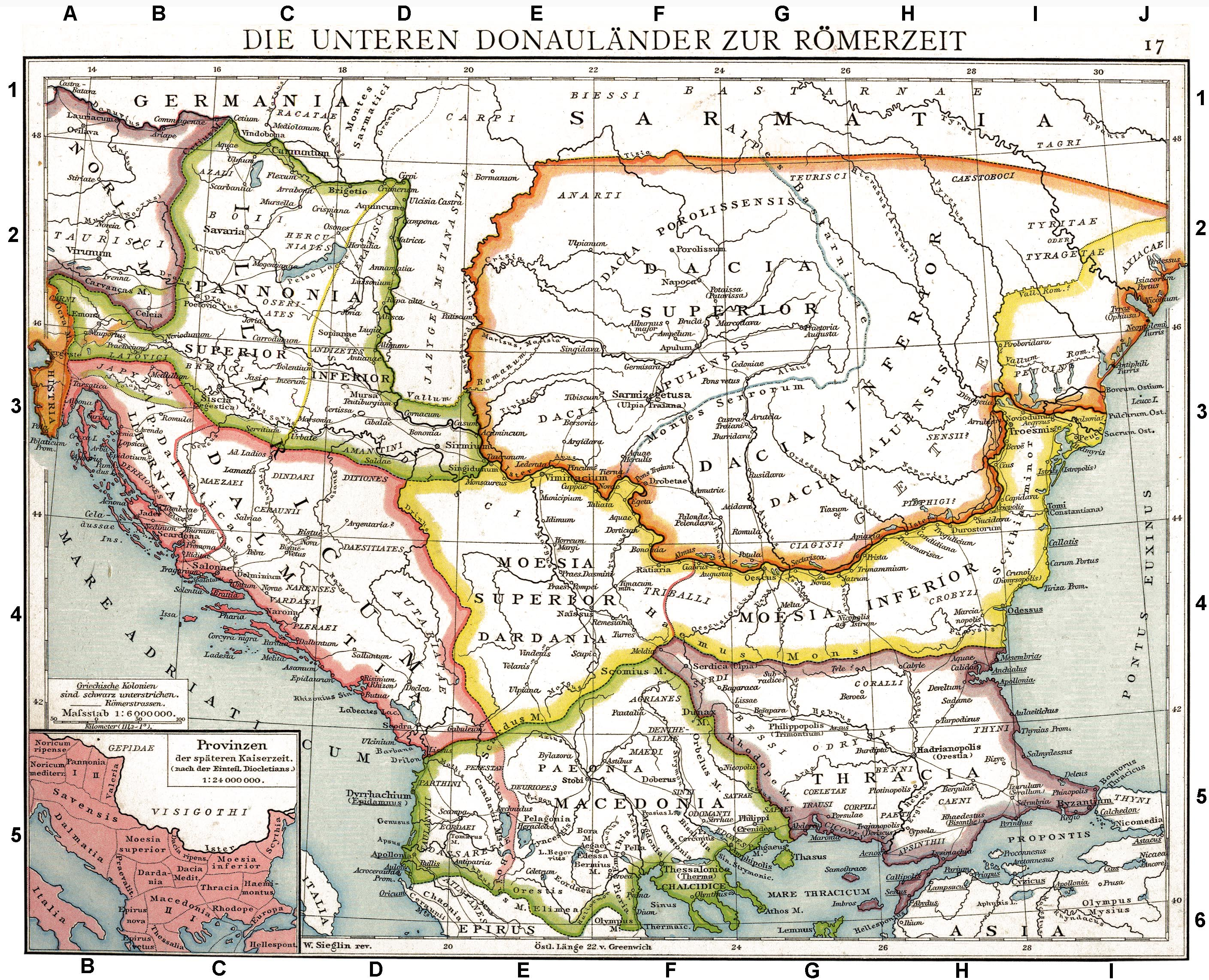
استان‌های رومی در امتداد ایستر (دانوب) که داکیا، موئسیا و تراکیا را نشان می‌دهد، به همراه سرم‌ها در شمال و ژرمانیا در شمال غربی.

در طول قرن سوم، مردم ژرمن شرقی، که در جهت جنوب شرقی حرکت می‌کردند، به قلمروهای داس‌ها که قبلاً تحت کنترل سرم‌ها و رومی‌ها بود مهاجرت کردند و تلاقی فرهنگ‌های ژرمنی شرقی، سرم‌ها، داس‌ها و روم منجر به ظهور هویت جدید گوت‌ها شد. بخشی از این هویت، پایبندی به بت‌پرستی گوت‌ها بود که ماهیت دقیق آن، نامشخص است. ژوردانس
در گتیکا ادعا می‌کند که خدای اصلی آن‌ها مارس بود. بت‌پرستی گوت‌ها برگرفته از بت‌پرستی ژرمن‌ها بوده‌است.
شرح جنگ گوت‌ها و وندال در اسناد رومی در دوران باستان متأخر آمده‌است. گاهی این گروه‌ها علیه امپراتوری روم، هون‌ها و قبایل مختلف ژرمنی جنگیدند یا با آنها متحد شدند. در سال ۲۵۱ میلادی، ارتش گوت‌ها به استان‌های رومی موئسیا و تراکیا حمله کرده، امپراتور روم دسیوس را شکست داده و کشتند و تعدادی اسیر عمدتاً زن را گرفتند که بسیاری از آنها مسیحی بودند. فرض بر این است که این اولین تماس پایدار گوت‌ها با مسیحیت است.

## گرویدن
گرویدن گوت‌ها به مسیحیت فرآیندی نسبتاً سریع بود که از یک سو با جذب اسرای مسیحی در جامعه گوت‌ها و از سوی دیگر با مشارکت آن‌ها در جامعه روم گرویدن آن‌ها به این آیین تسهیل شد. هوموئیان در استان‌های دانوبی نقش عمده ای در گرویدن گوت‌ها به آریانیسم ایفا کردند. پس گرویدن گوت‌ها به مسیحیت در طی چند نسل پس از آمدن آن‌ها به مرزهای روم، تقریباً همه آن‌ها مسیحی شده بودند.
صلیب مسیحی اندکی پس از صدور فرمان سردیکا توسط گالریوس در سال ۳۱۱ میلادی بر روی سکه‌ها در گوت‌های کریمه ظاهر شد و اسقفی به نام تئوفیلاس گوت در شورای نخست نیقیه در سال ۳۲۵ میلادی حضور داشت. با این حال، نبرد بین گوت‌های بت‌پرست و گوت‌های مسیحی در طول این سال‌ها ادامه داشت و آزار و اذیت مذهبی و در پی آن آزار دیوکلتیانوس (۳۰۲–۳۱۱ میلادی) صورت گرفت. گوت‌های مسیحی ورِکا و بات‌وین و دیگران به دستور وینگوریچ به کشته شدند. در ۳۷۰ میلادی، سباس گوت در سال ۳۷۲ میلادی به کشته شد.
حتی در اواخر سال ۴۰۶ میلادی، یک پادشاه گوت به نام راداگایسوس یک حمله گوت‌های بت‌پرست را به ایتالیا با دیدگاه‌های شدید ضدمسیحی رهبری کرد.

## اسقف اولفیلاس
موفقیت اولیه ای که گوت‌ها بدست آوردند، آن‌ها را تشویق کرد تا در پایان قرن سوم در یک سری تهاجم‌ها شرکت کنند، که بسیاری از آن‌ها منجر به فرستادن اسیرهای متعدد به سکونت‌گاه‌های گوت‌ها در شمال دانوب و دریای سیاه شد. اولفیلاس، که در سال ۳۴۱ میلادی اسقف گوت‌ها شده بود، نوه یکی از زنان اسیر مسیحی از ساداگولتینا در کاپادوکیه بود. در سال ۳۴۸ میلادی، یکی از پادشاهان گوت بت‌پرست به نام ری‌کوس شروع به آزار و اذیت گوت‌های مسیحی کرد و او و بسیاری دیگر از گوت‌های مسیحی به موئسیا سکوندا در امپراتوری روم گریختند. به گفته فیلوستورگیوس، او تا زمان مرگش در سال ۳۸۳میلادی به عنوان اسقف در میان گوت‌های مسیحی در موئسیا خدمت می‌کرد.
اولفیلاس توسط یوسبیوس نیکومدیا، اسقف قسطنطنیه، در سال ۳۴۱ میلادی منصوب شد. یوسبیوس از شاگرد لوسیان انطاکیه و یکی از شخصیت‌های برجسته جناحی از اندیشه مسیحیت بود که به آریانیسم معروف شد و به نام دوست و هم شاگردی‌اش آریوس نامگذاری شد.

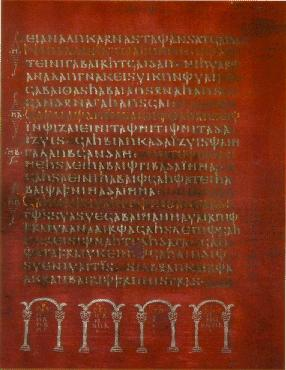
صفحه اول Codex Argenteus، قدیمی‌ترین نسخه خطی بازمانده از ترجمه کتاب مقدس قرن چهارم به زبان گوتی.

بین سالهای ۳۴۸ و ۳۸۳، اولفیلاس احتمالاً ریاست گروه ترجمه کتاب مقدس از یونانی به زبان گوتی را بر عهده داشت که توسط گروهی از محققان صورت می‌گرفت. زبان گوت‌ها احتمالاً به‌عنوان یک زبان مذهبی کلیسای گوت-آریان در برخی مکان‌ها باقی ماند، حتی پس از اینکه اعضای آن به لاتین به عنوان زبان مادری خود صحبت کردند.
پسر خوانده اولفیلاس آوکسنتیوس دوروستوروم و بعداً از میلان بود.

## آینده مسیحیت گوت‌ها
کلیساهای گوت‌ها با سایر کلیساهای آریانی در امپراتوری روم غربی پیوند نزدیکی داشتند.
پس از سال ۴۹۳ میلادی، پادشاهی استروگوت‌ها شامل دو منطقه در، ایتالیا و بیشتر سرزمین بالکان می‌شد که دارای کلیساهای بزرگ آریانی بود. آریانیسم در فاصله زمانی بین محکومیت آن در امپراتوری روم و فتح آن توسط استروگوت‌ها در میان رومی‌های ایتالیا حضور خود را حفظ کرده بود. با این حال، از آنجایی که آریانیسم در ایتالیا توسط گوت‌ها که از بالکان آمده بودند تقویت شد، کلیسای آریان در ایتالیا در نهایت در سال ۵۰۰ میلادی خود را «کلیسای گوت‌ها» نامید.